# Charles P. Thacker
Charles P. (Chuck) Thacker (n. 26 februarie 1943, Pasadena, California, SUA – d. 12 iunie 2017, Palo Alto, California, SUA) a fost un informatician american.
Thacker a absolvit fizica la Universitatea California, Berkeley în 1967 și s-a alăturat „proiectului Genie” la aceeași universitate în 1968. Butler Lampson, Thacker, și alții au plecat de acolo și au format Berkeley Computer Corporation, unde Thacker a proiectat procesorul și sistemele de memorie. Deși BCC nu a avut succes comercial, grupul de ingineri de acolo a stat la baza Laboratorului de Sisteme de Calcul de la Xerox Palo Alto Research Center (PARC).
Thacker a lucrat la PARC în anii 1970 și în anii 1980, fiind lider de proiect pentru proiectul calculatorului Xerox Alto, a fost coinventator al tehnologiei de rețele locale Ethernet, și a contribuit la multe alte proiecte, inclusiv la realizarea primei imprimante laser.
În 1983, Thacker a fondat Centrul de Cercetări în Sisteme (SRC) la Digital Equipment Corporation (DEC), și în 1997, s-a alăturat Microsoft Research și a ajutat la înființarea Microsoft Research Cambridge la Cambridge, Anglia.
Întors în Statele Unite, Thacker a proiectat hardware-ul pentru Tablet PC, pe baza experienței acumulate cu Dynabook la PARC.
ACM i-a acordat Premiului Alan Mathison Turing pe anul 2009 pentru realizarea Alto și pentru contribuțiile aduse Ethernetului și proiectului Tablet PC.